# Tóth Rezső
Tóth Rezső (Beregszász, 1875 – Budapest, 1916. szeptember 29.) bölcseleti doktor, irodalomtörténész, középiskolai tanár. Nevét 1908 után Thótt Rezsőnek írta.

## Élete
Tóth Károly és Kartzer Irma fiaként született. 1897-ben nyert tanári oklevelet, ezt követően az Országos Nőképző Egyesület Állami Leánygimnáziumának tanára volt Budapesten, ahol a magyar és latin nyelvet tanította. A népiskolai ifjúsági könyvtárakat intéző bizottság előadója is volt. 
1916. szeptember 29-én, váratlanul halt meg. Mindössze negyvenkét évet élt, ebből közel két évtizedig – a diploma megszerzésétől haláláig – az Országos Nőképző Egyesület Leánygimnáziumában fiatal leányok nevelésével, oktatásával foglalkozott. De ugyanilyen fontos volt számára az ifjúsági irodalom kutatása, a tudományos munka az irodalomtörténet területén.

## Művei

### Folyóiratcikkek
Cikkei a Magyar Iparművészetben (1902. Lichtwart ujabb műveiről), a Budapesti Hirlapban (1902. nov. 18., 1903. jan. 10, 11. Marokko, Melilla, Spanyol városok), Tanáregylet Közlönyében (1902. Az iskolai kiadványokról, 1905. Ifjúsági irodalmunk és a középiskola, a M. Paedagogiában is), a Néptanítók Lapjában (1903. Ifjúsági könyvtárakról, 1906. Az újabb német ifjúsági irodalomról), az Urániában (1905. A sienai palio), a Tanítók Naptárában (1906. Gyermekek kritikája), a Nemzeti Nőnevelésben (1907. A latin nyelv tanítása a leánygymnasiumban), a Remekírók Képes Könyvtárában (Bevezetés a Baróti Szabó Dávid Aeneis-fordításához).

### Önállóan megjelent művei
- 1. Fazekas Mihály. Budapest, 1897. (Különnyomat az Irodalomtörténeti Közleményekből).
- 2. Aischylos, A leláncolt Prometheusz. Ford. Zilahy Károly, bevezette. Budapest, 1898. (Magyar Könyvtár 27.).
- 3. Plutarchos, Perikles. Ford. Kacskovics Kálmán, bevezette. Budapest, 1898. (Magyar Könyvtár 73.).
- 4. Deákiskola. (Latin olvasmányok). Budapest, 1900. (Ism. Tanáregylet Közlönye 1901., Pesti Hirlap 255. sz.).
- 5. Vergilius Aeneise, ford. Baróti Szabó Dávid, kiadták Radó Antal és ... Budapest, 1901-1902. Három füzet. (Magyar Könyvtár 293-4., 297-98.).
- 6. Róma. Budapest, 1901. (Ism. Egyet. Philol. Közlöny).
- 7. A latin nyelv tanítása a leánygymnasiumban. Budapest, 1902. (Kül. nyom. az Ország. nőképzőegylet leánygymnasiumának Értesítőjéből és a M. Nemzetben 1902.).
- 8. Északafrikai kikötők. Tunisztól Tangerig. Budapest, 1904. (Magyar Könyvtár 369.).
- 9. A magyar ifjúsági irodalom s a népiskolai ifjúsági könyvtárak. Budapest, 1904. (Kül. nyom. az Urániából. Újabb kiadása 1905. Uo.).
- 10. Husvét Assisiben. Budapest, 1904. (Kül. ny. a Budapesti Szemléből).
- 11. Olasz faluk és városok. Budapest, 1905. (Magyar Könyvtár 424.).
- 12. Az újabb ifjúsági irodalomról. Budapest, 1906. (Kül. nyom. a Néptanítók Lapjából).
- 13. A leányolvasmányokról. Budapest, 1906. (Kül. ny. a Nemzeti Nőnevelésből).
- 14. Budapesti séták. Három fiú naplója. Mühlbeck Károly rajzaival. Budapest, 1907. (Ism. Tanáregyleti Közl., Nemzeti Iskola, Nemzeti Nőnevelés).
- 13. Könyvjegyzék a népkönyvtárak számára. Budapest, 1907. (Népmívelés IV.).